# Chaetosciara lygropis
Chaetosciara lygropis är en tvåvingeart som först beskrevs av Edwards 1928.  Chaetosciara lygropis ingår i släktet Chaetosciara och familjen sorgmyggor. Inga underarter finns listade i Catalogue of Life.